# فيليب أوفونو
فيليب أوفونو أوفونو مبانج (بالإسبانية: Felipe Ovono)‏ (مواليد 26 يوليو 1993 في مونجومو، غينيا الاستوائية)، ويلقب بـآروس، هو حارس مرمى كرة قدم غيني استوائي ويلعب في الدوري الغيني الاستوائي الممتاز. انضم فيليب إلى تشكيلة منتخب بلاده لبطولة كأس الأمم الأفريقية 2012 و‌كأس الأمم الأفريقية 2015.

## روابط خارجية
- فيليب أوفونو على موقع الاتحاد الدولي (مؤرشف)  (الإنجليزية)
- فيليب أوفونو على موقع قاعدة بيانات كرة القدم.إي يو (الإنجليزية)
- فيليب أوفونو على موقع ناشيونال فوتبول تيمز (الإنجليزية)
- فيليب أوفونو على موقع Soccerway.com (الإنجليزية)
- فيليب أوفونو على موقع عالم كرة القدم.نت (الإنجليزية)
- فيليب أوفونو على موقع كووورة
- فيليب أوفونو على سوكر واي